# Ничего особенного сегодня не случилось
«Ничего особенного сегодня не случилось» (англ. «Nothing Important Happened Today») — 1-й и 2-й эпизоды 9-го сезона сериала «Секретные материалы». Премьера первой части состоялась 11 ноября, второй — 18 ноября 2001 года на телеканале FOX. Эпизод позволяет более подробно раскрыть так называемую «мифологию сериала», заданную в пилотной серии.
Режиссёр первой части — Ким Мэннэрс, второй — Тони Уармби, авторы сценария — Крис Картер и Фрэнк Спотниц, приглашённые звёзды — Джеймс Пикенс-мл., Адам Болдуин, Шейла Ларкен, Кэри Элвес, Том Брэйдвуд, Дин Хэглунд, Брюс Харвуд, Люси Лоулесс, Николас Уокер, Джон Кэсино, Джейн Ямамото, а также различные младенцы в роли малыша Уильяма.
В США первая и вторая части серии получили рейтинги домохозяйств Нильсена, равный соответственно 6,5 и 5,9, которые означают, что в день выхода их посмотрели 10,6 и 9,4 миллионов человек.
Главные герои сериала — агенты ФБР, расследующие сложно поддающиеся научному объяснению преступления, называемые «Секретными материалами».. Сезон концентрируется на расследованиях агентов Даны Скалли (Джиллиан Андерсон), Джона Доггетта (Роберт Патрик) и Моники Рейс (Аннабет Гиш), а также помощнике директора ФБР Уолтере Скиннере (Митч Пиледжи).

## Сюжет

### Часть 1
Агент Доггетт занимается расследованием деятельности заместителя директора ФБР Элвина Керша, а также странной смертью сотрудника агентства по охране окружающей среды. Когда он приходит за консультацией к Малдеру, оказывается, что тот исчез, а агент Рейс получает от заместителя директора Брэда Фоллмера запись со стоянки ФБР, на которой отсутствуют все события, происходившие в серии «Сущность». Скалли и Скиннер пытаются отговорить Доггетта от расследования, но тот не слушает их и вскоре выходит на свою бывшую сослуживицу Шэннон Макмэхон.

### Часть 2
Шэннон сообщает Доггетту, что она, как и Ноул Рорер, является суперсолдатом, частью армейской программы. Скалли при обследовании не выявляет у неё никаких патологий, а Моника узнает, что та является агентом Министерства Юстиции, а убитые ей — её связными. Расследование приводит Скалли, Доггетта и Рейс на судно, которое круглый год находится в плавании, но в данный момент стоит в порту Балтимора.